# ZFC in het seizoen 1963/64
Het seizoen 1963/1964 was het negende jaar in het bestaan van de Zaandamse betaaldvoetbalclub ZFC. De club kwam uit in de Tweede divisie A en eindigde daarin op de 15e plaats. Tevens deed de club mee aan het toernooi om de KNVB beker, hierin werd de club in de tweede ronde, na verlenging, uitgeschakeld door Veendam (1–0).

## Wedstrijdstatistieken

### Tweede divisie A
|       | Alkmaar '54 | Be Quick | EDO   | 't Gooi | Haarlem | Heerenveen | Hilversum | HVC   | KFC   | Leeuwarden | PEC   | RCH   | Tubantia | Zwartemeer | Zwolsche Boys |
| ----- | ----------- | -------- | ----- | ------- | ------- | ---------- | --------- | ----- | ----- | ---------- | ----- | ----- | -------- | ---------- | ------------- |
| Thuis | 0 – 2       | 2 – 3    | 2 – 1 | 0 – 1   | 2 – 4   | 0 – 1      | 2 – 1     | 1 – 1 | 0 – 0 | 1 – 3      | 2 – 0 | 2 – 0 | 1 – 6    | 0 – 0      | 4 – 0         |
| Uit   | 5 – 0       | 2 – 1    | 2 – 4 | 4 – 2   | 2 – 1   | 1 – 1      | 1 – 1     | 1 – 0 | 1 – 0 | 1 – 3      | 0 – 2 | 3 – 1 | 4 – 0    | 5 – 1      | 6 – 0         |

### KNVB beker
| 1e ronde                                        | ZFC                              | 3 – 1 (2 – 1) | Enschedese Boys    |
| 29 september 1963 Plaats: Zaandam Westzanerdijk | Piet Blok –', –' Jos van Helvert |               | 1' Frits Hilgerink |
| 2e ronde                                        | Veendam                          | 1 – 0 n.v.    | ZFC                |
| 17 november 1963 Plaats: Veendam De Langeleegte | Jan Boelens 92'                  |               |                    |

## Statistieken ZFC 1963/1964

### Eindstand ZFC in de Nederlandse Tweede divisie A 1963 / 1964
| Stand | Gespeeld | Gewonnen | Gelijk | Verloren | Punten | Doelpunten voor | Doelpunten tegen |
| ----- | -------- | -------- | ------ | -------- | ------ | --------------- | ---------------- |
| 15e   | 30       | 8        | 6      | 16       | 22     | 37              | 61               |

### Topscorers
| #      | Naam            | Goal |
| ------ | --------------- | ---- |
| 1.     | Jos van Helvert | 17   |
| 2.     | Piet Blok       | 9    |
| 3.     | Jan Brouwer     | 4    |
| 4.     | Kasper Stuive   |      |
| 4.     | Rob de Vries    |      |
| 6.     | Brouwer         | 1    |
| 6.     | Henk Jonk       | 1    |
| 6.     | De Ridder       | 1    |
| Totaal | Totaal          | 37   |

| #      | Naam            | Goal |
| ------ | --------------- | ---- |
| 1.     | Piet Blok       | 2    |
| 2.     | Jos van Helvert | 1    |
| Totaal | Totaal          | 3    |